# Prophecy (filme)
Prophecy (br: Semente do Diabo/ pt: Profecia) é um filme de terror americano realizado no ano de 1979 por John Frankenheimer. É protagonizado por Robert Foxworth, Talia Shire e Armand Assante.

## Elenco
- Robert Foxworth................ Dr. Robert Verne
- Talia Shire................ Maggie Verne
- Armand Assante................ John Hawks
- Victoria Racimo................ Ramona Hawks
- Richard A. Dysart................ Bethel Isley
- George Clutesi................ Hector M'Rai
- Burke Byrnes................ Travis Nelson (Pai)
- Mia Bendixsen................ Kathleen Nelson (Menina)
- Johnny Timko................ Paul Nelson (Garoto)
- Charles H. Gray................ Sheriff Bartholomew Pilgrim
- Tom McFadden................ Huntoon (Piloto do Helicóptero)
- Graham Jarvis................ Victor Shusette
- Everett Creach................ Kelso